# Ekigaïna
Ekigaïna (baskisch „Sonnenmonat“) ist eine Rotweinsorte. Es handelt sich um eine Neuzüchtung des INRA Bordeaux (Institut National de la Recherche en Agronomie) Sud-Ouest im Südwesten Frankreichs. Unter Leitung des Basken Durquéty wurden im Jahr 1956 die Rebsorten Tannat und Cabernet Sauvignon gekreuzt. Pierre Marcel Durquety realisierte zwischen 1950 und 1980 etliche Neuzüchtungen, von denen 7 Rebsorten den Sortenschutz erhielten: die 4 roten Sorten Arinarnoa, Egiodola, Ekigaïna, Semebat sowie die 3 weißen Sorten Arriloba, Liliorila und Perdea.
Obwohl im ganzen Südwesten Frankreichs sowie in der Pyrenäenregion zugelassen, findet die Sorte kaum Verbreitung. Die wuchskräftige Sorte liefert einen regelmäßigen Ertrag wenn sie mit der Guyotmethode erzogen wird. Die Rotweine verfügen über eine intensive rote Färbung. Sie sind meist fein und gut strukturiert.
Ekigaïna ist sehr früh reifend. Der Reifezeitpunkt fällt fast mit dem der Sorte Gutedel zusammen.
Siehe auch den Artikel Weinbau in Frankreich sowie die Liste von Rebsorten.
Abstammung: Tannat × Cabernet Sauvignon